# Geikie-Nunatak
Der Geikie-Nunatak ist ein 1100 m hoher Nunatak im ostantarktischen Coatsland. In der Shackleton Range ragt er 5 km westlich des Mount Absalom am südwestlichen Ende der Herbert Mountains auf.
Luftaufnahmen entstanden 1967 durch die United States Navy, der British Antarctic Survey nahm zwischen 1968 und 1971 Vermessungen des Nunatak vor. Das UK Antarctic Place-Names Committee benannte ihn 1972 nach dem britischen Geologen James Geikie (1839–1915).